# End-to-end-encryptie
End-to-end-encryptie (end-to-end encryption (E2EE), ook end-to-end-versleuteling of begin-tot-eindversleuteling) is het versleutelen van berichten op een zodanige wijze dat alleen de zender en ontvanger de inhoud van berichten kunnen lezen. 
Hoewel E2EE communicatie met behoud van privacy mogelijk maakt, geldt dit slechts tot op zekere hoogte. Man-in-the-middle-aanvallen, zwakke eindpunten en achterdeurtjes zijn uitdagingen die de veiligheid teniet kunnen doen. Ook kunnen de communicerende partijen zelf getroffen worden door een hack of het anderszins ongewenst inzien van berichten, voor- of nadat de berichten versleuteld zijn.
Hoewel de inhoud van versleutelde berichten zelf niet in te zien is, valt uit metadata soms voldoende af te leiden dat de privacy van de communicerende partijen alsnog kan schenden. Het niet kunnen inzien van berichten werpt een drempel op voor politie, justitie of veiligheidsdiensten bij het volgen van criminele of terroristische activiteiten.

## Toepassing

### Messengers
Een verzameling van regels en afspraken, in het geval van E2EE voor het versleutelen en ontsleutelen van berichten, wordt een protocol genoemd. Een protocol dat in gebruik is door verschillende messengers zoals Signal, WhatsApp en Facebook Messenger is Signal Protocol. Dit protocol gebruikt verschillende technieken om een E2EE-verbinding mogelijk te maken waaronder het Double Ratchet-algoritme, elliptische curve Diffie-Hellman (ECDH) en AES-256. Skype maakt standaard gebruik van een eigen, propriëtair protocol voor het versleutelen van berichten maar privégesprekken worden versleuteld met het Signal Protocol.